# Грэм, Фиона
Фиона Кэролин Грэм (англ. Fiona Caroline Graham), также известная как Саюки (яп. 紗幸) (16 сентября 1961, Мельбурн — 26 января 2023) — австралийская предпринимательница, антрополог и гейша. Также занималась продюсированием и режиссурой документальных антропологических фильмов, выпускавшихся телекомпаниями NHK, National Geographic, Channel 4 и BBC.

## Биография

### Научная деятельность
Грэм имела степень доктора философии по социальной антропологии и магистра делового администрирования в Оксфордском университете. Она также имела образование психолога и преподавателя, полученное в университете Кэйо. Её полевая работа как антрополога проходила с командами традиционных японских видов спорта, в японских компаниях, ночном Токио, в области современной аниме- и поп-культуры Японии. Хотя изначально Грэм стала гейшей из академического интереса, она продолжала работу в этой области несколько лет.

### Гейша
Грэм принимала участие в съёмках документального фильма для National Geographic Channel, в рамках которых посещала уроки традиционных искусств; в декабре 2007 года она совершила формальный дебют под псевдонимом «Саюки»; Грэм заявляла, что получила разрешение на работу, однако Ассоциация гейш Асакусы позже утверждала, что она не завершила обучение. Грэм формально дебютировала в качестве гейши в ханамати Асакусы в Токио, и, таким образом, стала первой в истории официально работающей гейшей западного происхождения. Специализация Грэм — ёкобуэ (японская поперечная бамбуковая флейта).
В феврале 2011 года Грэм уволили из Асакусы, она открыла свой магазин кимоно. Ассоциация гейш Асакусы отказалась комментировать причину увольнения, сообщив, что, хотя обычно разрешение на работу гейшей в Асакусе выдаётся только японкам, Грэм получила его для своей учёбы, и Ассоциация не ожидала, что она будет независимой гейшей. Гейши Асакусы называют её грубое нарушение правил, в частности, непосещение занятий, на которые гейши должны ходить даже в глубокой старости. Кроме того, она была недостаточно искусна с ёкобуэ, поэтому не получила разрешения играть на банкетах о-дзасики перед клиентами, но вместо того, чтобы начать ходить на занятия, она открыла на сайте приём заявок на банкеты с собой одной. Исследователь культуры гейш Питер Макинтош отметил, что она делала полный макияж в неподобающем возрасте: гейши после 30 не белят лицо.
В 2013 году Грэм управляла независимым окия в токийском квартале Янака, затем закрыла его и открыла другой в районе Фукагава; вместе с ней там жили три ученицы.
Грэм периодически путешествовала за пределы Японии: она выступала на фестивале «Hyper Japan» в Великобритании в 2013 году, побывала в Дубае в том же году, а затем и в Бразилии двумя годами позднее.
Умерла 26 января 2023 года.